# Lukács István (irodalomtörténész)
Lukács István (Letenye, 1958. november 13. –) horvát származású magyar irodalomtörténész, az MTA doktora. 2011-től az Eötvös Loránd Tudományegyetem Bölcsészettudományi Kar Szláv és Balti Filológiai Intézet igazgatója. Anyanyelvi szinten beszél magyar, horvát, szerb és szlovén nyelven.

## Életpálya és munkásság
1958. november 13-án született Letenyén. Általános iskolai tanulmányait Tótszerdahelyen kezdte 1966-ban. 1974-től a budapesti Horvát-szerb Gimnázium diákja volt. 1979 és 1983 között az Eötvös Loránd Tudományegyetem Bölcsészettudományi Karán tanult és szerzett diplomát magyar-horvátszerb szakon.
1988 és 1992 között a ljubljanai Edvard Kardelj Tudományegyetem Bölcsészettudományi Karának magyar lektora. 1993-tól az Eötvös Loránd Tudományegyetem Bölcsészettudományi Kara Szláv és Balti Filológiai Intézetében a Szláv Filológiai Tanszék munkatársa, horvát és szlovén irodalmat tanít. 1993-ban a Kossics Alapítvány létrehozója Bajzek Máriával.
1995-ben Friedrich Nietzsche eszméinek hatása Ivan Cankar és Miroslav Krleža irodalmi munkásságára (Vplivi filozofije Friedricha Nietzscheja na literarno dejavnost Ivana Cankarja in Miroslava Krleže) című disszertációjával megszerezte az egyetemi kisdoktori fokozatot (dr. univ. fokozat) a szegedi József Attila Tudományegyetem (JATE) Bölcsészettudományi Karán, majd 1997-ben a PhD-fokozatot. 1996-tól az Eötvös Loránd Tudományegyetem Bölcsészettudományi Kar Szláv és Balti Filológiai Intézet Szláv Filológiai Tanszékének adjunktusa.
1996 és 1999 között a Riječ című magyarországi horvát nyelvű folyóirat szerkesztője, majd főszerkesztője. 
1999-ben az Eötvös Loránd Tudományegyetem Bölcsészettudományi Kar Szláv és Balti Filológiai Intézet Szláv Filológiai Tanszékének docense lett, 2003-ban habilitált. 2004-től a Zágrábi Tudományegyetem Bölcsészettudományi Karának vendégtanára, ahol magyar irodalmat ad elő. Ugyanebben az évben az Opera Slavica Budapestinensia című könyvsorozat sorozatszerkesztője lett. 2003 és 2008 között az Eötvös Loránd Tudományegyetem Bölcsészettudományi Kar Szláv és Balti Filológiai Intézet Szláv Filológiai Tanszékének vezetője. 2009-től az Eötvös Loránd Tudományegyetem egyetemi tanára.
2005 és 2008 között az ELTE BTK Kari Tanácsának tagja volt. 2007-től a Magyar Felsőoktatási Akkreditációs Bizottság tagja (tagság: Plénum, Társadalomtudományi Kollégium, Irodalomtudományi Bizottság, Stratégiai Bizottság), ezzel egy időben egyetemi tanár a Nyugat-magyarországi Egyetem Savaria Egyetemi Központban. 2008-tól a Slavia Centralis (Maribor) című nemzetközi szlavisztikai folyóirat szerkesztőségi tagja.
2010-ben nagydoktori címet szerzett a Magyar Tudományos Akadémián. 
2011-től az Eötvös Loránd Tudományegyetem Bölcsészettudományi Kar Szláv és Balti Filológiai Intézetének igazgatója.
Felesége, Dr. Lukácsné Dr. Bajzek Mária fordító, az ELTE BTK Szláv és Balti Filológiai Intézet Szláv Filológiai Tanszékének adjunktusa, szlovén nyelvész.
Pályafutása kezdete óta kutatja a horvát-szlovén, horvát-magyar és magyar-szlovén irodalmi kapcsolatokat, valamint a mindhárom nemzet által igen kedvelt Mátyás királyt övező mítoszokat, a Mátyásról szóló népdalokat és történeteket. Tudományos közleményeinek jelentős része a 19. és a 20. század fordulójának irodalmi korszakaihoz (premodern, modern, avantgarde) és nevesebb íróihoz (Silvije Strahimir Kranjčević, Miroslav Krleža, Ivan Cankar, Srečko Kosovel) kapcsolódik, de nem kerülték el a figyelmét az ezt megelőző évszázadok irodalmi jelenségei (horvát passióhagyomány, szlovén romantika) és mellőzött vagy elfeledett szerzői, sem pedig térségünk irodalmi kapcsolatrendszerében a posztmodern kor komparatív szempontból figyelemre méltó irodalmi párhuzamai (Ivan Slamnig, Esterházy Péter). Komparatisztikai vizsgálódásaiban a hagyományos filológiai módszereken kívül sikerrel alkalmazza a modern és a posztmodern irodalomtudomány legkülönfélébb iskoláinak eredményeit. 
Legjelentősebb kroatisztikai eredménye egy Csíksomlyón felfedezett, mikházai provenienciájú kaj-horvát nyelvű dramatizált Mária-siralom szerzőségének megállapítása, a szöveg filológiai és irodalomtörténeti elemzése, közreadása és fordítása. Bemutatta a horvát passióhagyomány közel évezredes történetét, a középkori kezdetektől egészen a közelmúltban gyűjtött folklórszövegekig. Az értekezés kiemelkedő része az Andrija Knezajićnak tulajdonított planctus (siratóének) elemzése és forrásainak azonosítása, amely a legrégebbi, kaj-horvát nyelven íródott passiószöveg. A Knezajić-féle passióval a szerző megtalálta a horvát szenvedéstörténeti hagyomány hiányzó láncszemét, és így teljessé tette a műfaj történetét.

## Tudományos tevékenység
A középkori horvát planctusok barokk kori erdélyi felbukkanása
Az illír nemzeti mozgalom alkotóinak magyar kapcsolatai
A kelet-közép-európai emberiség-költemények horvát vonatkozásai
A horvát századforduló irodalmának szecessziós gyökerei
Miroslav Krleža "hungaricáinak" mélyrétegei
A szlovén szépirodalom magyar mitikus alakjai
A szlovén és a horvát kéziratos énekeskönyvek magyar vonatkozásai

## Publikáció

### Könyv

#### Külföldön
1. Paralele. Slovensko-madžarska literarna srečanja. Maribor, 2006, Zora. 152 p.

#### Magyarul
1. Térközök. Horvát-magyar irodalomtörténeti tanulmányok. Budapest, 2004. ELTE BTK Szláv Filológiai Tanszék. 196 p. (Opera Slavica Budapestinensia. Litterae Slavicae).
2. Közel s távol. Szlovén-magyar irodalomtörténeti tanulmányok. Budapest, 2005. ELTE BTK. Szláv Filológiai Tanszék. 194 p. (Opera Slavica Budapestinensia. Litterae Slavicae).

#### Szerkesztések
1. A vend kérdés. Válogatás eszmék és téveszmék bőséges tárházából. Budapest, 1996. Kossics Alapítvány.
2. Radoszáv Miklós: Szerelmeskönyv. Versek és versfordítások – Nikola Radosav: Istočne razglednice. Pesme (kétnyelvű verseskötet). Budapest, 1996. Slovenika.
3. István Póth: Hrvatska drama na mađarskoj pozornici. Pečuh–Budimpešta, 1997. Hrvatsko kazalište.
4. Slovensko-madžarski jezikovni in književni stiki od Košiča do danes. Budapest, 1998. Kossics Alapítvány.
5. Hasonlóságok és különbözőségek – Ujemanja in razhajanja. Tanulmányok a magyar- szlovén irodalmi kapcsolatok köréből /Študije o slovensko-madžarskih literarnih stikih. Budapest, 1998. Kossics Alapítvány.
6. A csend relációi – Relacije tišine. (Kricskovics-emlékkönyv). Budapest, 1999. Budapesti Horvát Önkormányzat.
7. Hrvati u Budimu i Pešti. Budimpešta, 2001, Hrvatska samouprava Budimpešte.
8. Zastrašivanje strašila. Antologija mađarske kratke priče. Zagreb, 2001. Naklada MD.
9. Mađarski kulturoskop. Kolo (Zagreb), 2002/3, 141-235. (Magyar irodalmi és tudományos panoráma: tanulmányok és fordítások).
10. Stjepan Blažetin: Porcija besmisla. (verseskötet). Pečuh, 2003. Hrvatski znanstveni zavod.
11. Hrvatski književni jezik. Zbronik radova. Budimpešta, 2003. Hrvatska samouprava Budimpešte.
12. Opera Slavica Budapestinensia. Linguae Slavicae. Litterae Slavicae. Symposia Slavica. Budapest 2004-. Sorozatszerkesztő: Lukács István (Eddigi kötetek: Nyomárkay István: Nyelveink múltja és jelen; Milosevits Péter: Az emberiségkölteménytöltől a trükkregényig; Zsilák Mária: Dynamika jazyka Slovákov v Madarsku; Lukács István: Térközök; Nyomárkay István, Vig István: /szerk./ Kis szláv lexikográfia; Stepanović Predrág: A régi szerb irodalom története; Lukács István: Közel s távol. Szlovén-magyar irodalomtörténeti tanulmányok; Petar Milošević: O deseterca do hiperteksta; Kiss Szemán Róbert: Magyarország panaszától Szlávia panaszáig; Zsilák Mária /szerk./: Aktualne problémy slovakistiky; Nyomárkay István: Rövid horvát és szerb nyelvtörténet; Petar Milošević: Danas, juče, prekjuče. Skice i eseji o našoj književnosti u Mađarskoj; Lukács István, Mladen Pavičić / szerk./ Szlovén irodalmi antológia I-II.; Dudás Mária /szerk./ A bulgarisztika ma; Heé Veronika, Oleg Fedoszov /szerk./ A cseh szak 50 éve; Zsilák Mária /szerk./ Aktuálne problémy slovakistiky).
13. Na brzu ruku skupljeni skup. Budimpešta, 2005. Hrvatska samouprava Budimpešte
14. Hrvatski kupido. Zbornik radova. Budimpešta, 6. ožujak 2008.; szerk. Stjepan Lukač; Hrvatska samouprava II. okruga–Croatica, Budapest, 2009
15. Az illír mozgalom. A horvát nemzeti megújhodás kordokumentumai; szerk., vál., komment. Lukács István, ford. Kálecz-Simon Orsolya, Lukács István; ELTE Eötvös József Collegium, Budapest, 2013
16. Tanulmánykötet Milosevits Péter tiszteletére; szerk. Lukács István; ELTE BTK Szláv Filológiai Tanszék, Budapest, 2015 (Opera Slavica Budapestinensia Litterae Slavicae)

### Monográfia, monografikus tanulmány
1. Dramatizált kaj-horvát Mária-siralom Erdélyből 1626 – Dramatizirani kajkavski Marijin plač iz Erdelja 1626. Budapest, 2000. Slovenika- Hrvatska samouprava Budimpešte. 260 p. (kétnyelvű).
2. A megváltó Mátyás király színeváltozásai a szlovén néphagyományban és szépirodalomban. Budapest, 2001. Lucidus Kiadó. 160 p.
3. Friedrich Nietzsche eszméinek hatása Ivan Cankar irodalmi munkásságára. FilológiaiKözlöny, 1996/3-4, 181-209.
4. Der kajkavische planctus aus Siebenbürgen 1626. Studia Slavica Hung. 46 (2001), 25– 61.
5. Tri „dobre zgodbe“ o kralju Matjažu. Historični seminar 5. Znanstvenoraziskovalni center SAZU. Ljubljana, 2006. 61-81.

### Gyűjteményes kötetben megjelent tanulmány
1. Hazájában idegen, idegenben hazátlan. Ivan Cankar és Bécs. In: “Azok a szép (?) napok...”. Tanulmányok a Monarchia irodalmairól.(Szerk.: Fried István.) Szeged, 1996. 90-99.
2. Antun Gustav Matoš “hungaricái” (A nyers elutasítástól egy józanabb megítélésig). In: A “szükséges népszövetség” a művelődés történetében (Irodalmi-kulturális érintkezések a Monarchiában). (Szerk.: Fried István.) Szeged, 1996. 69-78.
3. A van és a nincsen genealógiájához. In: Töprengések Kundera “szépséges szép üveggolyójá”-ról (Kapcsolatok, hasonlóságok, jelenségek az irodalom Monarchiájában). (Szerk.: Fried István.) Szeged, 1997. 101-111.
4. Antroponímiai észrevételek Miroslav Krleža és Ivan Cankar novellahősei kapcsán. In: Szláv századforduló. Irodalomtörténeti tanulmányok. Budapest, 1997. 101–106.
5. Ikarosz, a csatakos szárnyú. Portré-vázlat Silvije Strahimir Kranjčević horvátxköltőről. In: (B)irodalmi álmok – (B)irodalmi valóság. monarchia irodalmairól, művészetéről. (Szerk.: Fried István, Hódosy Annamária, Kelemen Zoltán.) Szeged, 1998. 103–118.
6. Az ismeretlen-ismerős klasszikus – Petőfi Sándor a szlovéneknél. In: Petőfi a szomszéd és rokon népek nyelvén. Budapest, 2000. Lucidus Kiadó. 213–222.
7. A horvát irodalmi szecesszió. In: Lélektől lélekig (Osztrák-magyar közép-európai összefüggések). (Szerk: Fried István.) Szeged, 2000. 85–96.
8. Költői térhelyzet, költői léthelyzet a XIX. századi horvát és magyar költészetben. In: Osztrák-magyar modernség a boldog (?) békeidőben (Osztrák-magyar-kelet-közép- európai összefüggések). (Szerk.: Fried István.) Szeged, 2001. 87-97.
9. Antun Gustav Matoš magyar vedutái. In: Croato-Hungarica. A horvát-magyar történelmi kapcsolatok 900 éve alkalmából. (Szerk.: Milka Jauk-Pinhak, Kiss Gy. Csaba, Nyomárkay István.) Zagreb, 2002. 475–486.
10. A XX. század eleji horvát líra enfant terrible-je (Janko Polić-Kamov). In: "Lelkek a pányván". (Osztrák-magyar-közép-európai művelődési kapcsolatok). (Szerk.: Fried István.) Szeged, 2002. 49–57.
11. Az orosz irodalom 19. századi horvát recepciója. In: Bevezetés a XIX. századi orosz irodalom történetébe I-II. Szerk.: Kroó Katalin. Budapest, 2006. II. kötet: 739-754.

### Cikk szerkesztett könyvben
1. Miroslav Krleža ismeretlen árnyai In: Hungaro-slavica 1997. Studia in honorem Stephani Nyomárkay. Budapest, 1997. 183-188.
2. Dramatizált kaj-horvát Mária-siralom Erdélyből 1626. In: A magyar színjáték honi és európai gyökerei. Tanulmányok Kilián István tiszteletére. Miskolc, 2003. Miskolci Egyetemi Kiadó. 76-101.
3. Mađarska književnost u Maretićevoj Čitanci iz 1896. godine. In: «Osmišljavanja». Zbornik u čast 80. rođendana akademika Miroslava Šicela. (Szerk.: Vinko Brešić.), Zagreb, 2006. FF press. 135-138.
4. Miroslav Krleža dionüsziája. In: A Duna vallomása. Tanulmányok Käfer István hetvenedik születésnapjára. Piliscsaba, 2006. Pázmány Péter Katolikus Egyetem Bölcsészettudományi Kar. 442-446.

### Egyetemi segédlet
1. A szlovén irodalom története (a kezdetektől a két világháború közötti irodalomig) („Szláv civilizáció” című digitalis tananyag (HEFOP 3.3.1-P-2004-09-01341/1.0- 4123-079/2005. sz.) (2006) https://web.archive.org/web/20160305185148/http://www.btk.elte.hu/slav/szlavtsz/slav_civil/main.html
2. A horvát irodalom története („Szláv civilizáció” című digitalis tananyag (HEFOP- 3.3.1-P-2004-09-01341/1.0-4123-079/2005. sz.) (2006) https://web.archive.org/web/20160305185148/http://www.btk.elte.hu/slav/szlavtsz/slav_civil/main.html
3. Szlovén irodalmi antológia I. (kétnyelvű). Szerk.: Bajzek Mária, Lukács István, Mladen Pavičić. ELTE BTK, Szláv Filológiai Tanszék, Budapest, 2007. 307 p.(Opera Slavica Budapestinensia. Litterae Slavicae).
4. Szlovén irodalmi antológia II. (kétnyelvű). (Szerk.: Lukács István, Mladen Pavičić.) ELTE BTK, Szláv Filológiai Tanszék, Budapest, 2008. 340 p.(Opera Slavica Budapestinensia. Litterae Slavicae)
5. Antologija hrvatske poezije. Oktatási segédanyag; szerk. Lukács István; Balassi, Budapest, 2009 (Opera Slavica Budapestinensia Litterae Slavicae)

### Folyóiratcikk
Lektorált külföldi folyóiratcikk
1. Tko je prevoditelj spisa "A' Horvátok a' Magyaroknak"? (Ki fordította "A horvátok a Magyaroknak" című röpiratot?). Jezik, (Eszék) 1999. 127–146.
2. Moč imena: simbolika imen pri Miroslavu Krleži in Ivanu Cankarju (A név hatalma: névszimbolika Miroslav Krleža és Ivan Cankar műveiben). Slavistična revija, (Ljubljana) 1999/4. 469–481.
3. Hrvatska postmoderna književnost u Mađarskoj (A horvát posztmodern irodalomMagyarországon). Književna revija, (Eszék) 2002/3-4. 83–88.
4. Marginalije uz hrvatsko-mađarske književne odnose (Megjegyzések a horvát-magyar irodalmi kapcsolatokhoz). Kolo, (Zágráb) 2002/3. 141-144, 153-158.
5. Začetnik hrvatske vizualne poezije. Ladislaus Simandi (1655.-1715.) (A horvátvizuális költészet első alkotója). Republika, (Zágráb) 2004/3, 56-61.

Lektorált idegen nyelvű itthoni folyóiratcikk
1. Poetična funkcija srednjoistočno europskih parodija i travestija u 19. stoljeću (Aközépkelet-európai paródiák és travesztiák poétikai szerepe). Studia Slavica Hung.,48/1-3 (2003). 181-188.
2. Zu den Anfängen der koratischen visualen Dichtung. Ladislaus Simandi (1655-1715). Studia Slavica Hung., 49/3-4 (2004). 305-313.
3. Siromašan pesnik siromaha. Studia Slavica Hung. 52/1-2 (2007). 257-262.

Lektorált magyar nyelvű folyóiratcikk
1. A műfaji megjelölés bizonytalanságai (A szlovén regény magyar recepciójának kezdeteihez). Studia Slavica Savariensia, 2003/1-2, 282-291.
2. A Jesse-vessző esete egy ószláv aorisztosszal. Magyar Nyelv, 2004/3, 313-321.

Nem lektorált magyar nyelvű folyóiratcikk
1. Az ismeretlen-ismerős klasszikus – Petőfi Sándor a szlovéneknél. Kisebbségkutatás, 1999/3, 348–354.
2. Demiurzi Krležinih legendi (Krleža legendáinak demiurgoszai). Riječ, 1999/3, 59–63.
3. Párhuzamos életrajzok a Monarchiából. Kállay Béni és Silvije Strahimir Kranjčević. Európai utas, 1999/2, 15–20.
4. A „nagy Szomorú”. Portrévázlat France Prešeren szlovén költőről. Európai utas, 2000/1, 57-58.
5. Egy kis nemzet nagy fia. Kétszáz éve született France Prešeren szlovén költő. Korunk(Kolozsvár), 2000/8, 106-109.
6. France Prešeren és a népköltészet. Életünk, 2000/11–12, 998–1003.
7. A horvát irodalom mediterrán arculata. Limes, 2003/6, 45-56.
8. Szegényhorvátköltő szegényemberversei. Antun Branko Šimić (1898-1925). Tiszatáj, 2005/6, 45-55.
9. Sem utódja, sem őse? Ivo Andrić – két part között. Ex Symposion 2007/61-62, 15-18.
10. A középkori passióhagyomány továbbélése Marko Marulić költészetében Tiszatáj, 2008/6, 106-115.

### Nemzetköti konferencia kiadványban megjelent lektorált cikk
1. Slovensko-madžarska literarna ujemanja in razhajanja (Szlovén-magyar irodalmi hasonlóságok és különbözőségek). In: Murkov zbornik. Maribor, 1999, 519–523.
2. A szlovén irodalom magyar irodalomtörténeti megközelítésben. In: Szomszéd népek – szomszéd kultúrák. (Szerk.: Bokor József, Szíjártó Imre) Maribor – Szombathely, 2001. 9–18.
3. Meditativno-refleksivna lirika u hrvatskoj i mađarskoj književnosti u drugoj polovici 19. stoljeća (Medidatív-reflexív líra a horvát és a magyar irodalomban a 19. század második felében). In: Drugi hrvatski slavistički kongres. Zbronik radova II. Szerk.: Dubravka Sesar, Ivana Vidović Bolt) Zagreb, 2001. 191–198.
4. Hrvatska postmoderna književnost u Mađarskoj (A horvát posztmodern irodalom Magyarországon). In: O Slamnigu. Osijek, 2003. 357-364.
5. Začetki recepcije slovenskega romana v madžarskem prevodu (A szlovén regénymagyar nyelvű fordításai recepciójának kezdete). In:Slovenski roman. Mednarodni simpozij Obdobja – Metode in zvrsti. Ljubljana, 5.-7. decembra 2002. Univerza v Ljubljani, Ljubljana, 2003. 511-520.
6. Prilog hrvatskoj vizualnoj poeziji (Adalék a horvát vizuális költészethez). Ladislaus Simandi (1655-1715). In: Hrvatski modernizam 20. stoljeća. Medij hrvatske književnosti 20. stoljeća. Zagreb, 2004. 95-106. Altagama.
7. Martjanska pesmarica – vir za identifikacijo Andrije Knezajića (Matyánci énekeskönyv – Andreas Knezaic azonosításának forrása). In: Prekmurskanarečnaslovstvenaustvarjalnost. Murska Sobota, 2005. 299-305.
8. Vrnitev k periferiji (Visszatérés a perifériára). In: Vloga meje. Slovenski slavistični kongres. Lendva 2005. (Szerk: Miran Hladnik) Ljubljana, 2005. 33-36. Slavistično društvo Slovenije.
9. Dvije «dvojezične» pjesme protovizualnoga Ladislausa Simandija (1655-1715). (A protovizuális Simándy László két «kétnyelvű» verse). In: Na brzu ruku skupljeni skup. Budimpešta, Hrvatska samouprava Budimpešte, 2005. 85-93.
10. Siromašni pjesnici o siromasima (Attila József i A. B. Šimić). In: Zbornik radova s Međunarodnog znanstvenog skupa o hrvatskom književniku Antunu Branku Šimiću. Szerk.: Vlado Pandžić. Drinovci, 2008. 301-323.

### Hazai konferencia kiadványban megjelent cikk
Lektorált idegen nyelvű cikk
1. Ivan Mažuranić i mađarski klasicizam (Ivan Mažuranić és a magyar klasszicizmus). In: Bibliotheca Croatica Hungariae. Književnost i jezik Hrvata u Mađarskoj. (Szerk.: Ifj. Blazsetin István.) Pécs, 1996, 82-90.
2. Krleža – Bog – Ady (Krleža – Isten – Ady). In: Bibliotheca Croatica Hungariae. Hrvati u svjetlu prožimanja kultura i jezika. (Szerk.: Ifj. Blazsetin István) Pécs, 1997. 62–67.
3. Na međi alterizma i modernizma. O Prekomurskoj (Martjanskoj) pjesmarici I. (Alteritás és modernitás határán. A Murántuli (Martyánczi) énekeskönyvről). In: Slovensko-madžarskijezikovniinknjiževnistikiodKošičadodanes. (Szerk.: Nyomárkay István, Lukács István) Budapest, 1998. 237–245.
4. Krležin put do Nietzschea – preko Budimpešte (Krleža útja Nietzschéig – Budapesten keresztül). In: Hrvatski znanstveni zbornik. Pécs, 1998/1, 36–41.
5. "I... digoh se u balonu!" Geneza i metamorfoza motiva "čežnje za višim sferama” u Kranjčevićevoj lirici (“És… léghajón emelkedem!” A “felsőbb lét utáni vágyakozás” motívumának genézise és metamorfózisa). In: VI. Nemzetközi Szlavisztikai Napok. (Szerk.: Gadányi Károly.) Szombathely – Pécs, 1998, 413-420.
6. Slovensko-madžarska literarna ujemanja in razhajanja (Szlovén-magyar irodalmi hasonlóságok és különbözőségek). In: Murkov zbornik. Maribor 1999. 519–523.
7. "Pjesnici iznad svijeta". S. S. Kranjčević i Jenő Komjáthy ("Költők a világ felett". Silvije Strahimir Kranjčevič és Komjáthy Jenő.). In: Međunarodni znanstveni skup. Knjiga 4. Pečuh, 2000. 146–153. Hrvatski znanstveni zavod.
8. Franjevci u Transilvaniji u 17. stoljeću. (Ferencesek a XVII. századi Erdélyben) In: Hrvati u Budimu i Pešti. (Szerk.: dr. Stjepan Lukač. Budimpešta, 2001. 259–273. Hrvatska samouprava Budimpešte.
9. Meditativno-refleksivna lirika u hrvatskoj i mađarskoj književnosti u drugoj polovici 19. stoljeća (Meditatív-reflexív líra a horvát és a magyar irodalomban a 19. század második felében). In: Drugi hrvatski slavistički kongres. Zbronik radova II. Ur. Dubravka Sesar, Ivana Vidović Bolt. Zagreb, 2001. 191–198.
10. Još jednom o palici iase i paliczi Jesse (Najnoviji prilog jednom poglavlju) (Még egyszer a palici iase és a paliczi Jesse-ről. In: Hrvatski znanstveni zbornik. Pečuh, 2001/2002, IV/V/1-2, 24-31.
11. Alternative standardizacije i kanonizacije na rubnim područjima. Sakralna erotika u Martjanskoj pjesmarici (A standardizáció és kanonizáció alternatívái a peremvidékeken. Szakrális erotika a Martyánci énekeskönyvben.) In: Hrvatski književni jezik. Zbornik radova. (Szerk.: Stjepan Lukač) Budimpešta, 2003. 53-60.

Lektorált magyar nyelvű cikk
1. A magyar irodalom szlovéniai fogadtatásának természetrajzához. In: Magyarirodalomfordításokban (1920–1970). II. HankissJánosTudományos Ülésszak. (Szerk.: Gorilovics Tivadar.) Debrecen, 1998. 132–142. Kossuth Lajos Tudományegyetem.
2. A Triumphuscaesareuspolyglottus… szláv anyaga. In: Interkulturáliskommunikáció: nyelvi éskulturálissokszínűségEurópában. (Szerk.: Nagy Sándor Iván) ELTE BTK Lengyel Filológiai Tanszék, MTA Modern Filológiai Társaság. Budapest, 2006. 88-97.

### Lexikon-szócikkek
1. Milan Taritaš, Radojica Tautović, Veselko Tenžera, Vojo Terić, Momčilo Tešić, Gordana Todorović, Miroljub Todorović, Miroslav Toholj, Stjepan Tomaš, Rade Tomić, Ljubica Tomić-Kovač, Slobodan Tomović, Stevan Tontić, Zaim Topčić, Josip Torbarina, Dragica Torić-Drenovac, Todor Tošić, Stanislav-Saša Trajković, Goran Tribuson, Djordje Trifunović, Marija Trinajstić, Miodrag Tripković, Djordjija Tripunović, Marina Trumić-Kisić, Mirjam Tušek, Juraj Tušek, Milan Tutorov.Világirodalmi Lexikon 15. Budapest, 1993. Akadémiai Kiadó.

### Bírálat, recenzió
1. Megszólalt a RIJEČ. Barátság, 1996. december 15, 1591.
2. (Radnóti Miklós: Neskladnom vremenu usprkos. Osijek, 1997. Prijevod: Stjepan Blažetin ml.) Povijesni prijevod (Történelmi műfordítás). Riječ, 1997/2, 104–105.
3. (Lőkös István: Zrínyi eposzának horvát epikai előzményei. Debrecen, 1997. Kossuth Egyetemi Kiadó.) Új fejezet a magyar Zrínyi-kutatásban. Hajdú-Bihari Napló, 1998. április 15.
4. (Tóth János: Szentpéterfa. Egy nemzetiségi település szociológiai és történeti képe. Lucidus Kiadó, Budapest, 2000. 192 old.). Vasi Szemle, 2001/3, 370.
5. (István Nyomárkay: Kroatističke studije. Zagreb: Matica hrvatska, 2000. 303 s.) Studia Slavica Hung. 46 (2001) 185–187.
6. Prevoditeljeva pripomena uz prijevod Esterházyjeva romana Sedamnaest labudova. (A műfordító megjegyzése Esterházy Tizenhét hattyúk című regényéhez) Kolo (Zágrán), 2002/3, 217-218.
7. Riječ/i, Rič/i, Reč/i – ostalo je mukla tišina. (Szó, szó, szó – a többi néma csend) Neven. Prilog Srpskih novina, 2003. maj, 10.
8. Lőkös István legújabb könyveiről. Árgus, 2003/5, 93-96.
9. Porcija pomaka (Egy adag elmozdulás). Hrvatski glasnik, 2003. július 24. 10.
10. Grad bez druge obale (A másik part nélküli város). In: Nebo nad Osijekom. (Szerk.: Helena Sablić-Tomić). Osijek, 2003, 85-88.
11. Quo vadis, Kricskovics. Táncművészet, 2003/3, 16-17.
12. Kricskovics Antal új produkciója elé. Táncművészet, 2004/1, 37.
13. Zvonimir Mrkonjić. Hitel, 2005/1, 5-6.
14. (Lőkös István: Nemzettudat és regény. Debrecen 2004.). Nacionalna svijest u hrvatskim romanima. Studia Slavica Hung. 50 (2005) 1-2.
15. Posztmodern újraértelmezés. Kricskovics Antal: Héjanász. Hommage à Bartók Béla. Zene, Zene, Tánc. 2006/1, 11-12.
16. (Fried István: A Névadás lehetségessége. Pozsony/Bratislava: Madách-Posonium, 2004, 168 p.) Studia Slavica Hung. 51 (2006) 184–185.
17. A megértés alakzatai (Kricskovics Antal: Rítusok varázsa). Zene, Zene, Tánc 2006/3, 14-15.

### Népszerűsítő cikkek, megemlékezések
1. U spomen. Dr. Ivan Mokuter (1927.-1999.). Jezik, (Zágráb) 2000/4, 160.
2. István Fried – dobitnik Herderove nagrade (Fried István – Herder-díjas). Riječ, 1999/4, 79.
3. Prigodom osamdeset i petog rođendana Istvána Pótha (Póth István nyolcvanötödik születésnapja alkalmából). Studia Slavica Hung. 46 (2001) 429–430.
4. edrag Stepanović pri šezdesetoj (Stepanović Predrag hatvan éves). Studia Slavica Hung. 47/3-4 (2002) 477–478.
5. Marska, 1956. (A folyóirat 56-os tematikus számának szerkesztése). Republika 2006/11, 28-67.

### Elektronikus formában közzétett mű
1. “Szláv civilizáció” című digitalis tananyag (HEFOP-3.3.1-P-2004-09-01341/1.0-4123-079/2005. sz.) In: http://szlavintezet.elte.hu/szlavtsz/slav_civil/main.htm%5B%5D https://web.archive.org/web/20130821050105/http://szlavintezet.elte.hu/szlavtsz/slav_civil/horvat-irodalom.htm

### Egyéb szakmai tudományos előadások (Nem publikált)
Idegen nyelven 
1. A ljubljanai egyetem Bölcsészettudományi Kara Szlovén Nyelv és Irodalom Tanszéke meghívásának eleget téve, két előadás 1999-ben: NietzschehatásaIvanCankarirodalmimunkásságára, NévszimbolikaCankar ésKrležairodalmiműveiben.
2. A Zágrábi Egyetem Bölcsészettudományi Kara Horvát Nyelv és Irodalom Tanszéke meghívására előadás 2002-ben a 2001-ben megjelent Dramatizáltkaj-horvátMária-siralomErdélyből 1626 című könyv témájában.
3. A Ljubljanai Egyetem Bölcsészettudományi Kara Szlovén Nyelv és Irodalom Tanszéke meghívásának eleget téve előadás 2004. április 5-én: Költőkavilágfelett (Simon Gregorčič, Silvije Strahimir Kranjčević, Jenő Komjáthy)
4. A Szlovén Tudományos és Művészeti Akadémia Tudományos-kutatási Központja Történeti Szemináriuma meghívásának eleget téve előadás 2004. április 6-án: Honnana “megváltó” Mátyáskirályalakjaaszlovéneknél? címmel.
5. Mađarska književnost u Kranjčevićevoj Nadi. Kolokvij o hungarološkim istraživanjima u Hrvatskoj. Zagreb, 2004. november 11-12.
6. Maretić i mađarska književnost. Znanstveni kolikvij o Tomislavu Maretiću u povodu 150. godišnjice rođenja. Zágráb, 2005. XII. 13.
7. Integrali, konstruktivizem, vizualna in konkretna poezija. Ljubljanai Egyetem, BTK, Oddelek za slovenistiko. Ljubljana, 2007. március 12.
8. Začetki konstruktivizma. Maribori Egyetem, Bölcsészettudományi Kar, Maribor, 2007. november 26-27.
9. Krležin krvav trolik: Žena, Smrt i Lira. Hrvatski Kupido. Međunarodni znanstevi skup. Budapest, 2008. március
10. King Matthias in the Slovenian tradition until today. Matthias Rex 1458-1490. Hungary at the Dawn of the Renaissance. International Conference. May 20-25, 2008.
11. Pjesnici o siromasima (A. B. Šimić, A. József, S. Kosovel). Međunarodni znanstveni skup o Antunu Branku Šimiću. Drinovci, 2008. június 5-6.

Magyarul
1. Szlovén-magyar irodalmi kapcsolatok. Keszthely, 1996. március 8. Szabadelvű Társaskör.
2. A magyarországi horvátok története és kultúrája. Tatabánya, 1996. május 8. Komárom-Esztergom Megyei Közgyűlés, Népismereti Szabadegyetem.
3. A magyarországi szlovének kultúrájának múltja és jelene. Budapest, 1996. szeptember 27. Magyarországi Nemzetiségi Alkotók I. Találkozója.
4. Horvát-magyar irodalmi kapcsolatok. Budapest, 1996. december 13. “Ezerszáz éves magyar-horvát kapcsolatok” c. ünnepség a XXI. kerületi Önkormányzat Polgármesteri Hivatala.
5. A magyar-horvát irodalmi kapcsolatok történeti áttekintése. Kecskemét, 1997. január 23. Kultúrák Találkozása III. Horvát Kulturális Napok. Kecskeméti Erdei Ferenc Művelődési Központ.
6. Egy XVII. századi horvát Mária-siralom nyelvészeti és képzőművészeti összefüggései. Modern Filológiai Társaság közgyűlése. 2003. # A szlovén irodalom vázlatos áttekintése. Idegennyelvű Könyvtár. 2004. szeptember 29.
7. A csöndet életre keltő szó. Zvonimir Mrkonjić horvát költő laudációja a Bethlen-díj alkalmából. MTA Díszterem. Bethlen Gábor Alapítvány. Budapest, 2004. november 2.
8. A „Manzárd” halmazállapotai. Kiš 70. Nemzetközi Tudományos Konferencia Danilo Kiš születésének 70. évfordulója alkalmából. ELTE Szláv Filológiai Tanszék. 2005. május 12-13.

### Szakmai fordítások
Cikkek
1. France Bernik: A szlovén Matica kulturális küldetése. Európai utas, 1994/3, 70-72.
2. Marko Juvan: Prešeren szonettjei és a költői önreflexió. Tiszatáj 2000/12, 104-113.

### Műfordítások
1. Tomaž Šalamun: Uroš (vers) – Katarina Zrinka Matijević: A múzeum lángoló termei (vers) – Alojz Ihan: A földön állok (vers) – Feri Lainšček: Redő (regényrészlet). Pannon Tükör, 1996/6, 43-49.
2. Dubravka Ugrešić: A folyam-regény forszírozása (regényrészlet) Pannon Tükör, 1998/4. 32–35.
3. Árpád Göncz: Nasljeđe. In: Árpád Göncz: Nasljeđe. Preveli s mađarskoga: Stjepan Blažetin ml., Janja Horvat, Stjepan Lukač, Marin Mandić. Zagreb, 1997, 31-48. Hrvatska sveučilišna naklada.
4. Tislér Jolán: Szivárványtükörben – Jolanka Tišler: V zrcalu rodice. A verseket fordította: Lukács István. Zala Megyei Önkormányzati Közgyűlés Nemzeti és Etnikai Bizottsága, 1998.
5. Péter Esterházy (Lili Csokonai): Szedemnajszt laboda (fragment). Kolo (Zágráb), 2002/3, 219-224.
6. Szegényhorvátköltő szegényemberversei. Antun Branko Šimić (1898-1925). Tiszatáj, 2005/6, 49-55. (Az alábbi versek fordítása: Szegényemberek, Szegényemberek napja, Szegényemberek tekintete, Két szegényember ebédje, Déltől délig táplálkozó szegényemberek, A szegényemberhez, Ablakok a szegényemberek házain, Szegényembreke szerelme, Post scriptum, Pohárköszöntő, Vég)
7. Gáspár Nagy: Vječno ljeto: napunio sam 9 godina (Republika, 2006/11, 50.)
8. Szlovén irodalmi antológia II. (kétnyelvű). Szerk.: Lukács István, Mladen Pavičić ELTE BTK, Szláv Filológiai Tanszék, Budapest, 2008. 340 p. (Opera Slavica Bud apestinensia. Litterae Slavicae). (Az alábbi költők: Lili Novy, France Balantič, Ivan Hribovšek).